# Índice de Whipple
O índice de Whipple, também chamado de índice de concentração, desenvolvido pelo demógrafo norte-americano George Chandler Whipple, é um método para medir a tendência dos indivíduos a relatarem imprecisamente sua idade real ou data de nascimento. Respondentes de um censo ou outros tipos de survey algumas vezes informam sua idade ou data de nascimento como um número redondo (geralmente terminado em 0 e 5) ou outro número culturalmente favorável, de modo que pareçam mais novos ou nascidos em uma data considerada mais afortunada do que sua data real de nascimento. Não se trata de um teste com a finalidade de analisar globalmente a qualidade de um recenseamento, mas pode demonstrar se existe ou não determinado tipo de distorção frequentemente observado em países ou épocas com estatísticas de má qualidade.

## Cálculo
O escore do índice é obtido ao somar o número de pessoas que têm entre 23 e 62 anos e relatam idades que terminam em 0 e 5, dividir este soma pela população total que tem entre 23 e 62 anos e multiplicar este resultado por 5. Reafirmado como uma porcentagem, os escores do índice variam entre 100 (nenhum preferência por idades que terminam em 0 e 5) e 500 (todas as pessoas informaram idades que terminam entre 0 e 5).
A Organização das Nações Unidas recomenda o padrão abaixo para medir aproximação de idade:
| Índice de Whipple          | Qualidade dos dados    | Desvio do ideal            |
| -------------------------- | ---------------------- | -------------------------- |
| {\displaystyle \leq 105}   | Muito precisos         | {\displaystyle \leq 5\%}   |
| {\displaystyle 105-109,99} | Relativamente precisos | {\displaystyle 5-9,99\%}   |
| {\displaystyle 110-124,99} | Razoáveis              | {\displaystyle 10-24,99\%} |
| {\displaystyle 125-174,99} | Ruins                  | {\displaystyle 25-74,99\%} |
| {\displaystyle \geq 175}   | Muito ruins            | {\displaystyle \geq 75\%}  |

## Aplicabilidade
Ainda que o índice de Whipple seja amplamente aplicado para testar aproximação de idade, pressupõe ser mais provável que a aproximação ocorra em intervalos de 5 e 10 anos ou algum outro intervalo fixo baseado em preferência de dígito ou arredondamento. Ainda que outras medidas, como o índice de Myers, possam ser aplicadas para encontrar preferências por qualquer dígito terminal, os padrões de aproximação podem ser complexos.
Por exemplo, tem-se mostrado que entre chineses Han, a aproximação de idade ocorre em um ciclo de 12 anos, consistente com os anos de animais preferidos do calendário chinês. Não tem sido possível determinar se esta aproximação representa comportamento fértil real (isto é, dar à luz crianças em anos de animais favoráveis), memória seletiva ou relatos de anos de nascimento. Ainda que a aproximação não seja grave entre os Han e não pareça ser associada com exagero de idade, é sistemática e mais elevada entre populações pouco alfabetizadas. Entre as populações muçulmanas turcas na China (os uigures e os cazaques na província de Xinjiang), há severa aproximação a idades que terminam em 0 e 5. É muito mais elevado entre populações pouco alfabetizadas e parece estar correlacionado com exagero de idade. Estas nacionalidades muçulmanas tradicionais não usam o calendário chinês.
Estes resultados sugerem que o uso do índice de Whipple ou de outras medidas de aproximação de idades que se concentram em dígitos específicos ou em intervalos decimais de picos de idade podem não ser apropriados para todas as populações. No caso do censo de 1990 na China, entre os Han, a aproximação foi encontrada nas idades 38, 50, 62, 74, daí em diante — idades que correspondiam a ter nascido no ano do dragão. No entanto, entre muçulmanos turcos, a aproximação foi encontrada nas idades 35, 40, 45, 50, 55, 60, da[i em diante, e crescia em magnitude com a idade.